# پائول رمی
 پائول رمی (انگلیسی: Paul Rémy؛ زاده ۱۷ فوریهٔ ۱۹۲۳) یک تنیس‌باز اهل فرانسه است.